# Granja de Torrehermosa
Granja de Torrehermosa település Spanyolországban, Badajoz tartományban. Granja de Torrehermosa Fuente Obejuna, Azuaga és Peraleda del Zaucejo községekkel határos. Lakosainak száma 1900 fő (2024).

## Népesség
A település népessége az utóbbi években az alábbiak szerint változott:
| Lakosok száma | 2556 | 2478 | 2420 | 2377 | 2287 | 2186 | 2122 | 2014 | 1965 | 1900 |
|               | 2001 | 2004 | 2006 | 2009 | 2011 | 2014 | 2016 | 2019 | 2021 | 2024 |